# Альоша Димитров
Альоша Димитров (24 ноември 1951 – 27 декември 2016) е български футболист, нападател. Играл е за Родопа (Смолян), Локомотив (Пловдив), Академик (София), ЦСКА (София) и Спартак (Плевен). Общо в А група има 190 мача с 49 гола.
По време на състезателната си кариера получава прозвището Героят от Белфаст, защото на 4 ноември 1981 г. бележи решителен гол в продълженията на реванша от 1/8-финалите в КЕШ срещу северноирландския шампион Гленторан, който класира ЦСКА в следващата фаза на турнира.

## Биография
Родом от Смолян, Димитров започва кариерата си в местния клуб Родопа. През 1974 г. преминава в Локомотив (Пловдив). За два сезона изиграва 46 мача и вкарва 9 гола в А група. На 2 октомври 1974 г. прави дебют в евротурнирите при загубата от унгарския Дьор ЕТО в Купата на УЕФА.
През 1976 г. е привлечен в Академик (София). В продължение на 5 години е водещ реализатор на отбора. На 30 септември 1976 г. бележи 2 гола за победата с 3:0 срещу Славия (Прага) в Купата на УЕФА. На 20 октомври вкарва и при паметната победа с 4:3 срещу италианския гранд Милан, разписвайки се от дузпа. В първенството изиграва общо 139 мача за Академик, в които бележи 60 гола – 104 мача с 33 гола в А група и 35 мача с 27 гола в Б група. На 3-то място във вечната ранглиста на „студентите“ по реализирани попадения в елитния шампионат.
На 29-годишна възраст преминава в ЦСКА (София) през лятото на 1981 г. С „армейците“ става шампион на България през сезон 1981/82, а освен това достига до полуфинал в КЕШ. Записва 18 мача с 2 гола в А група, както и 5 мача с 2 гола в евротурнирите. През 1982 г. отива в Спартак (Плевен), където прекратява кариерата си.
Умира на 27 декември 2016 г. след неуспешна борба с рака.

## Успехи
ЦСКА (София)
- А група –  Шампион: 1981/82